# خليفة بن خياط
أبو عمرو خليفة بن خياط بن خليفة بن خياط الشيباني العصفري البصري(160 هـ - 240 هـ / 777م - 855م): ويعرف بشباب مؤرخ، ومحدث، ونسابة، ولد سنة 160 هـ، ونشأ في البصرة في بيت علم فقد كان جده أبو هبيرة من أهل الحديث، وكان والده من رواة الحديث أيضاً، وحدث عنه ابنه خليفة. وتوفى خليفة سنة 240 هـ وهو ابن ثمانين سنة. صنف (التاريخ) عشرة أجزاء، و(الطبقات)، وكان مستقيم الحديث، من متيقظي رواته.
حدث خليفة عن: يزيد بن زريع، وزياد بن عبد الله البكائي، وسفيان بن عيينة، وأبو اليقظان سحيم بن حفص، وعبد الأعلى بن عبد الأعلى، ومحمد بن جعفر غندراً، وإسماعيل بن علية، ومحمد بن أبي عدي، ومعتمر بن سليمان، ومحمد بن سواء، وخالد بن الحارث، ويحيى القطان، وابن مهدي، وأمية بن خالد، وحاتم بن مسلم، وهشام الكلبي، وعلي بن محمد المدائني. وحدث عنه طائفة، منهم: ابن سعد البغدادي، البخاري، عبد الله بن أحمد بن حنبل، وأبو يعلى الموصلي، والصنعاني.

## آثاره
- تاريخ خليفة بن خياط
- الطبقات لخليفة بن خياط
- طبقات القراء
- أجزاء القرآن وأعشاره وأسباعه وآياته
- المسند في الحديث، أضافه إسماعيل باشا البغدادي في كتابه هدية العارفين (1/350)
- مسند خليفة بن خياط

## قيل فيه
- قال ابن خلكان: كان حافظاً عارفاً بالتواريخ وأيام الناس غزير الفضل.[4]

## وفاته
توفي سنه أربعين ومئتين (240 هـ)